# Christopher Ferrara
Christopher Ferrara (New York, 6. siječnja 1952.), američki pravnik, pravobranitelj, novinar, publicist, katolički i pro-life aktivist. Osnivač je i prvi predsjednik Društva američkih katoličkih odvjetnika te kolumnist The Remnanta.
Diplomirao je pravo na Sveučilištu Fordham te doktorirao na Pravnoj školi istoga sveučilišta. Između 1977. i 1990. radio je na sudovima u više gradova New Jerseya i New Yorka. Nakon osnivanja Udruženja američkih katoličkih odvjetnika 1990. godinama je radio pro bono predstavljajući razne katoličke i pro-life udruge.
Zajedno s don Nicholasom Grunerom održao je krajem listopada 2012. govor i novinarsku konferenciju u Europskom parlamentu na kojoj je izrazio podršku dvojici talijanskih europarlamentaraca o donošenju povelje Europskog parlamenta o posvećenju Rusije Gospi Fatimskoj, koju je zagovarao i predložio i sam papa Benedikt XVI. te je pozvao na poboljšanje odnosa s Rusijom.[nedostaje izvor]
U kolumnama piše o povijesti i djelovanju pokreta za život u SAD-u. Više puta gostovao je kao komentator u programima velikih televizijskih kuća, poput NBC-ija i BBC-ija.
Bavi se i kršćanskom filozofijom u kojoj su mu uzori Toma Akvinski, pape Leon XIII., Pio X. i Pio XI., Gilbert Keith Chesterton te Romano Amerio. Proučava i tradicionalističku (Michael Davis) i konzervativnu (Edward Feser) crtu kršćanske filozofije, ali i filozofiju religije pod utjecajem Aristotela i Platona.[nedostaje izvor]
Oženjen je i ima šestero djece. Prema vlastitim riječima, na katoličanstvo se obratio nakon Woodstocka.
Napisao je nekoliko knjiga:
- The Secret Still Hidden, 2000.
- The Great Façade: Vatican II and the Regime of Novelty in the Catholic Church (suator Thomas Woods), 2002., drugo izdanje 2015.
- The New Rosary, 2005.
- EWTN: A Network Gone Wrong, 2008.
- The Church and the Libertarian: A Defense of the Catholic Church's Teaching on Man, Economy, and State, 2010.
- Liberty, the God That Failed: Policing the Sacred and Constructing the Myths of the Secular State, from Locke to Obama, 2012.